# 电气魔轨
电气魔轨（Denki Groove、電気グルーヴ）是一支日本的乐队。成立于1989年，音乐以techno和electropop为中心，风格和表演多种多样。其音乐作品多讽刺社会现状，是日本20世纪90年代亚文化的领军人物。在日本之外地区活动时惯用DENKI GROOVE名称。乐队缩写为“Denki（电气）”、“电G军团 ”、“电Guru”等。
乐队名字中的Groove来自原本的音乐术语。

## 相关项目
- 冈崎体育